# ووستر
شهر ووستر، که با نام ووستر، (انگلیسی: Worcester;‎i‎/ˈwʊstər/‎ WUUS-tər)، شناخته می‌شود یک شهر و شهرک شهرستان از ووسترشایر در میدلند غربی انگلستان است.
ورکستر در ۳۰ مایل (۴۸ کیلومتر) جنوب غربی بیرمنگام و ۲۹ مایل (۴۷ کیلومتر) شمال گلاستر، واقع است و جمعیت آن حدوداً ۹۴٬۰۰۰ نفر است.
رود سورن از وسط این شهر می‌گذرد و کلیسای جامع آن کلیسای جامع ووستر است.
این شهر محل جنگ ووستر آخرین جنگ از جنگ‌های داخلی انگلستان بوده‌است.

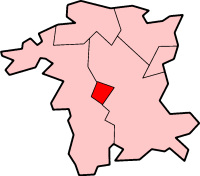